# Marija Marevna Vorob'ëv

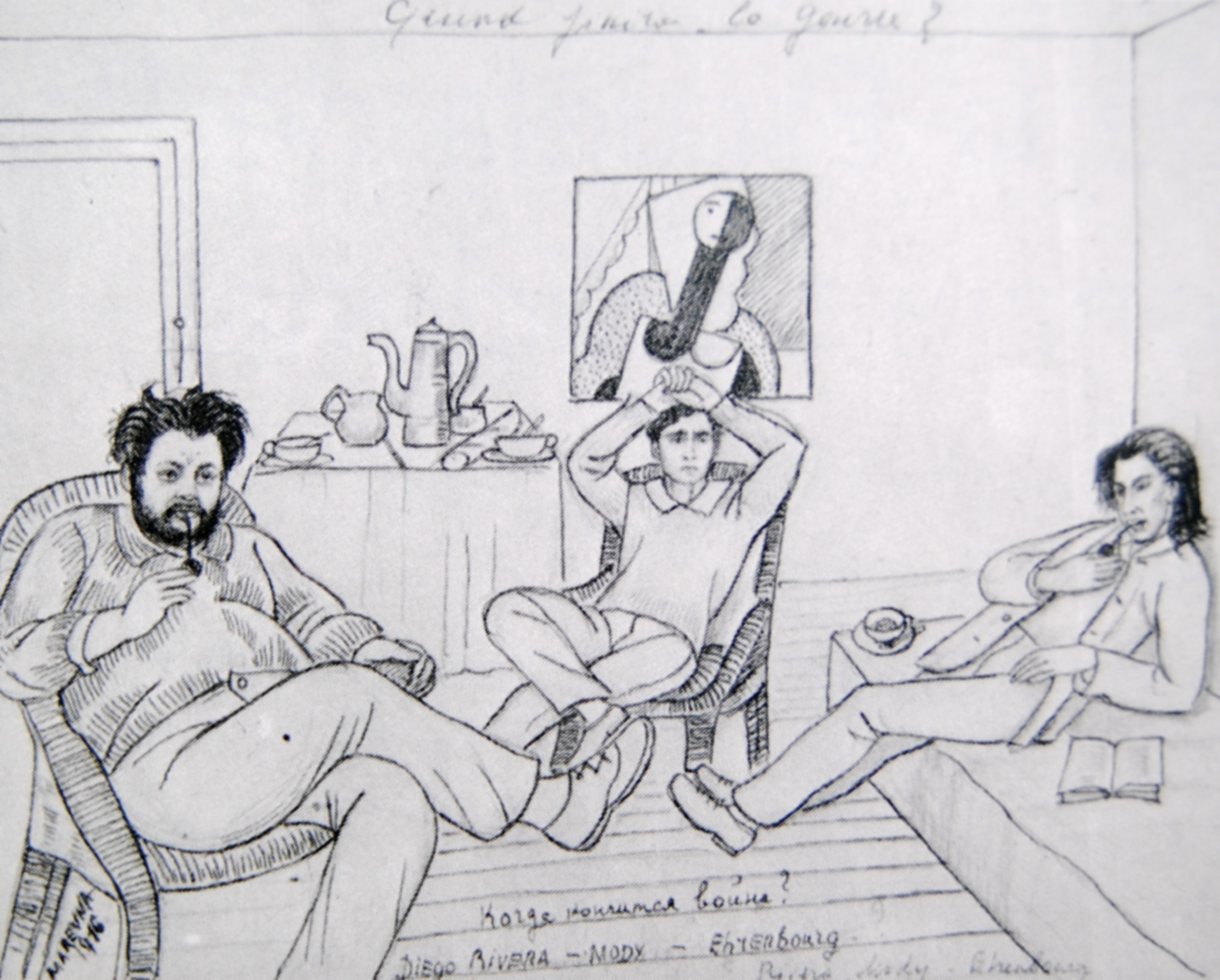

Marija Marevna Vorob'ëv, (nome completo Marija Bronislavovna Vorob'ëva-Stebel'skaja, in russo Мария Брониславовна Воробьёва-Стебельская? (Čeboksary, 1892 – Londra, 4 maggio 1984), è stata una pittrice russa, di etnia ciuvascia. È nota a livello internazionale per la combinazione di elementi cubisti (chiamati da lei Dimensionalismi) con il puntinismo. Ha sempre vissuto all'estero, ma si definiva una pittrice russa.

## Biografia
Nata a Čeboksary nel 1892 dal nobile polacco Bronislav Stebelski e dall'artista ebrea russa Marija Rosanovič (che sposerà, poi, Aleksandr Vorob'ëv e col quale avrà un'altra figlia, Nina), studia prima a Tbilisi e nel 1910 approda all'Accademia di Belle Arti Stroganov a Mosca.
Da questo momento inizia la sua vita nomade, lontana dalla Russia: nel 1911 incontra a Capri Maksim Gor'kij, che la soprannominerà Marevna. Si fidanzerà con il suo figliastro Jurij.
Ha avuto una relazione tumultuosa, durata sei anni, con il pittore Diego Rivera. Dalla loro unione è nata Marika, (1919–2010), attrice e ballerina.
Fu presente artisticamente anche in Costa Azzurra e Inghilterra, dove morirà a Londra nel 1984.

## Pubblicazioni
- Marevna Vorobëv, Life in Two Worlds: A True Chronicle of the Origins of Montparnasse (Londra 1962)
- Marevna Vorobëv, Life with the Painters of La Ruche (Publisher: Constable 1972, ISBN 0-09-458760-4; American edition: New York 1974; 3rd Edition David Phillips 2007)
- Marevna Vorobëv, Mémoires d'une nomade (Encre 1979, ISBN 2-86418-024-3)
- Marevna Vorobëv, Marevna et les Montparnos: Au Musée Bourdelle, ville de Paris, du 25 septembre au 3 novembre 1985 (Musées de la ville de Paris 1985, ISBN 2-901784-06-2)
- Gillian Perry, Women Artists and the Parisian Avant-Garde: Modernism and 'Feminine' Art, 1900 to the Late 1920s (Manchester 1996)